# Роберт Лефковиц
Роберт Лефковиц (енгл. Robert Joseph Lefkowitz; Њујорк, 15. април 1943) амерички је научник који се бави медицином. Најпознатији је по свом раду на рецепторима спрегнутим с протеином Г за које је добио Нобелове награде за хемију 2012. године. Нобелову награду је добио заједно са америчким физичарем пољског порекла Брајаном Кобилком.